# Premi Feroz a la millor comèdia
El Premi Feroz a la millor comèdia és un premi cinematogràfic que s'entrega anualment, des del 2014, com a part dels Premis Feroz, creats per l'Associació d'Informadors Cinematogràfics d'Espanya.

## Pel·lícules guanyadores i nominades
| Edició | Any  | Guanyadora                 | Nominades | Ref.   |
| ------ | ---- | -------------------------- | --- | ------ |
| I      | 2014 | 3 bodas de más             | - Las brujas de Zugarramurdi - La gran familia española - Todas las mujeres - Vivir es fácil con los ojos cerrados                                 | [ 2 ]  |
| II     | 2015 | Carmina y amén             | - Ocho apellidos vascos - Justi & Cia - Mortadel·lo i Filemó contra en Jimmy el Catxondo - La vida inesperada                                      | [ 4 ]  |
| III    | 2016 | Negociador                 | - Anacleto: Agente secreto - Un día perfecto - Mi gran noche - Requisitos para ser una persona normal                                              | [ 6 ]  |
| IV     | 2017 | Kiki, el amor se hace      | - María (y los demás) - La noche que mi madre mató a mi padre - La puerta abierta - El rei borni                                                   | [ 7 ]  |
| V      | 2018 | La llamada                 | - Abracadabra - Fe de etarras - Muchos hijos, un mono y un castillo - Selfie - Tierra firme                                                        | [ 8 ]  |
| VI     | 2019 | Campeones                  | - Casi 40 - Mi querida cofradía - Superlópez - Tiempo después                                                                                      | [ 9 ]  |
| VII    | 2020 | Ventajas de viajar en tren | - Diecisiete - Litus - Lo dejo cuando quiera |        |
| VIII   | 2021 | La boda de Rosa            | - Los europeos - Historias lamentables - Orígenes secretos - Sentimental                                                                           | [ 10 ] |
| IX     | 2022 | El buen patrón             | - El Cover, de Secun de la Rosa - Chavalas, de Carol Rodríguez Colas - Sis dies corrents, de Neus Ballús - Un efecto óptico, de Juan Cavestany     |        |
| X      | 2023 | Competencia oficial        | - El cuarto pasajero, d'Álex de la Iglesia - Tenéis que venir a verla, de Jonás Trueba - Vasil, d'Avelina Prat - M'ho passaré bé, de David Serrano |        |